# Gösta Sundin
Lars Johan Gösta Sundin, född 23 september 1914 i Gävle, död 28 november 1992 i Landskrona, var en svensk väg- och vattenbyggnadsingenjör.
Efter studentexamen i Uppsala 1933 utexaminerades Sundin från Kungliga Tekniska högskolan i Stockholm 1938, varefter han avlade officersexamen 1940. Han anställdes vid Vattenbyggnadsbyrån 1938, vid Hallström & Nisses 1943, blev chef för vattenbyggnadstekniska byrån vid Sydsvenska Kraft AB 1944, överingenjör vid kraftförvaltningen på Bergvik och Ala AB 1957 samt kraftverksdirektör för Bergviks kraftstation från 1965. Han var major i Väg- och vattenbyggnadskåren.
Sundin författade bland annat Effektutbyggnad av vattenkraft: ambitioner och begränsningar (Svenska kraftverksföreningen. Årsmöte, 1974), Om vattenkraft (Svensk Tidskrift, 1981) och Mer vattenkraft (Svensk Tidskrift, 1983).
Gösta Sundin är begravd på Uppsala gamla kyrkorgård.